# Ryszard Bartosiewicz
Ryszard Bartosiewicz (ur. 13 października 1924 w Żyrardowie, zm. 20 grudnia 1998 tamże) – polski działacz komunistyczny związany z Żyrardowem, poseł na Sejm PRL IV i V kadencji (1965–1972). 

## Życiorys
W 1944 podjął pracę w Żyrardowskich Zakładach Przemysłu Lniarskiego, gdzie był m.in. mistrzem farbiarni. W 1945 służył w 1 Praskim Pułku Piechoty. W latach 1945–1947 zwalczał na Śląsku i Podkarpaciu podziemie antykomunistyczne (w tym oddziały Narodowych Sił Zbrojnych i Ukraińskiej Powstańczej Armii), zabezpieczał również głosowanie ludowe i wybory do Sejmu Ustawodawczego. W 1947 przystąpił do Polskiej Partii Robotniczej, następnie zaś był działaczem Polskiej Zjednoczonej Partii Robotniczej – zasiadał w Wojewódzkiej Komisji Kontroli Partyjnej w Warszawie, pełnił także funkcję sekretarza Komisji Zakładowej PZPR w ŻZPL. 
W latach 1965 i 1969 uzyskiwał mandat posła na Sejm PRL z okręgu Pruszków. W obu kadencjach był członkiem Komisji Przemysłu Lekkiego, Rzemiosła i Spółdzielczości Pracy.
Odznaczony Srebrnym i Złotym Krzyżem Zasługi, Medalem 10-lecia Polski Ludowej, Medalem „Za zasługi dla obronności kraju” oraz Odznaką 1000-lecia Państwa Polskiego.
Został pochowany na cmentarzu parafialnym w Żyrardowie.